# Laestrygones westlandicus
Laestrygones westlandicus är en spindelart som beskrevs av Forster 1970. Laestrygones westlandicus ingår i släktet Laestrygones och familjen Desidae. Inga underarter finns listade i Catalogue of Life.